# Władysława Markiewiczówna
Władysława Markiewiczówna, właśc. Władysława Markiewicz (ur. 5 lutego 1900 w Bochni, zm. 17 maja 1982 w Katowicach) – polska pianistka, kompozytorka i pedagog.

## Edukacja
Urodziła się w Bochni jako córka Bronisława Markiewicza, doktora nauk prawniczych, wiceprezesa Sądu Apelacyjnego w Krakowie. Naukę gry na fortepianie rozpoczęła w wieku pięciu lat, początkowo kształcąc się pod kierunkiem babki i matki. W 1905 roku rodzina Markiewiczów przeprowadziła się do Rzeszowa, w 1913 – do Krakowa, gdzie rozpoczęła kształcenie pod kierunkiem pianisty i dyrygenta Wiktora Barabasza.
Studia pianistyczne odbyła w Konserwatorium Towarzystwa Muzycznego w Krakowie w klasie fortepianu Kazimierza Krzyształowicza (kurs średni, 1915–1917) oraz Seweryna Eisenbergera (kurs wyższy, 1917–1920), a na wykłady z zakresu historii muzyki i harmonii uczęszczała do Zdzisława Jachimeckiego. W dniu 19 czerwca otrzymała dyplom konserwatorium, wykonując na recitalu dyplomowym m.in. Koncert fortepianowy a-moll Roberta Schumanna oraz utwór Władysława Żeleńskiego w obecności kompozytora.
W latach 1922–1927 studiowała w Berlinie u Hugo Leichtentritta (kompozycja) i Brunona Eisnera (fortepian).

## Działalność
W 1929, po powrocie do kraju, rozpoczęła działalność koncertową – szereg koncertów z Arturem Malawskim – oraz objęła klasę fortepianu w Państwowym Konserwatorium Muzycznym w Katowicach. W 1935 utworzyła wraz ze Stefanią Allinówną duet fortepianowy, występując wspólnie do 1960 roku.
Lata II wojny światowej spędziła w Krakowie i Warszawie. Po wojnie wróciła do Katowic i podjęła pracę w Państwowej Wyższej Szkole Muzycznej, z którą związana była do roku 1973. W 1958 roku otrzymała tytuł profesora, a w latach 1963–1968 kierowała katedrą fortepianu. Do jej uczniów należeli m.in. Tadeusz Żmudziński, Kazimierz Kord, Andrzej Jasiński i Wojciech Kilar.
Była członkiem Związku Kompozytorów Polskich oraz Towarzystwa im. Fryderyka Chopina.
Pochowana na cmentarzu Rakowickim (kwatera VI, rząd płd.).

## Ordery i odznaczenia
- Krzyż Kawalerski Orderu Odrodzenia Polski (1954)
- Srebrny Krzyż Zasługi (8 maja 1946)[2]

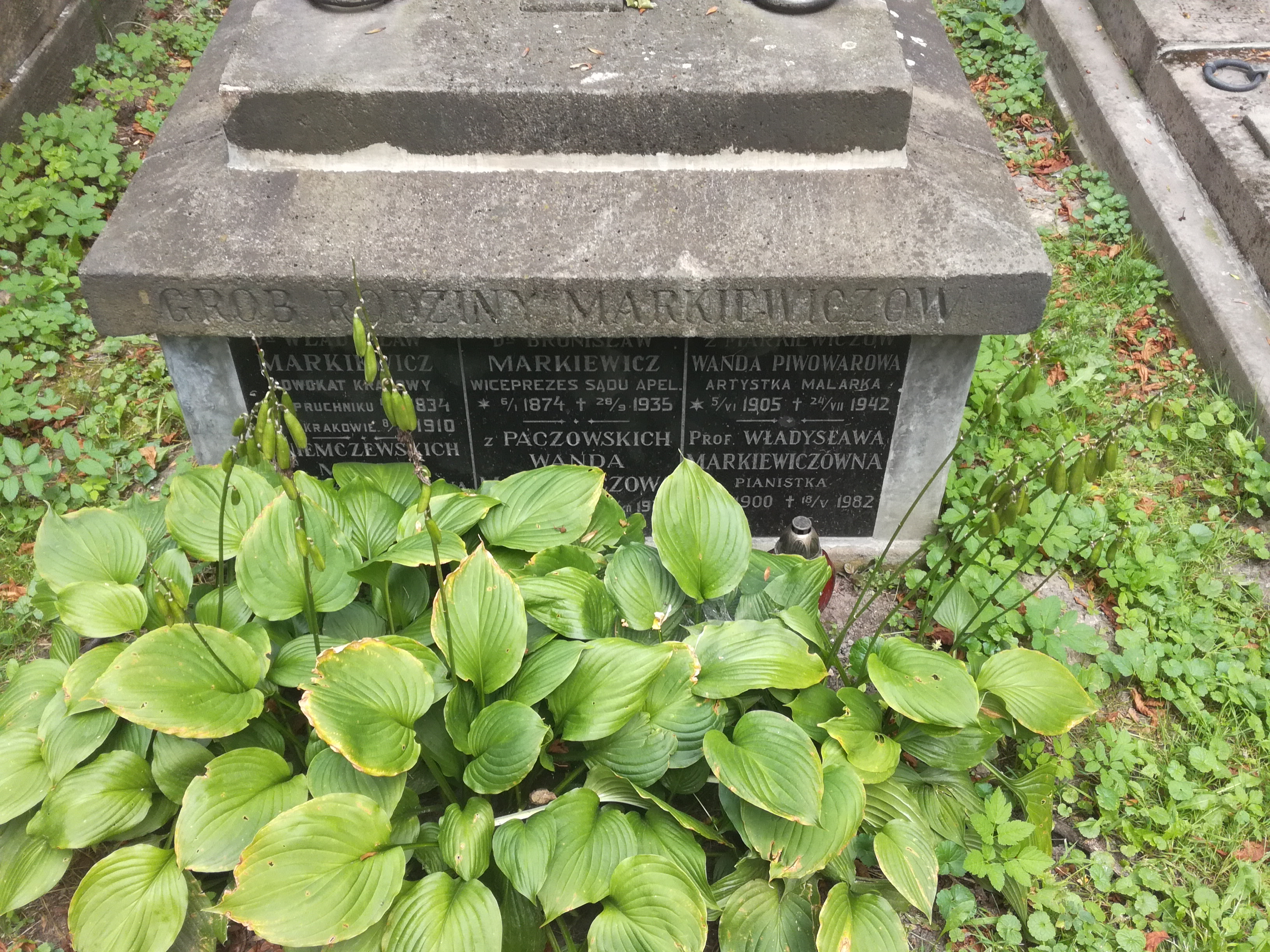
Grób Władysławy Markiewiczówny na cmentarzu Rakowickim